# Innsbrucks flygplats

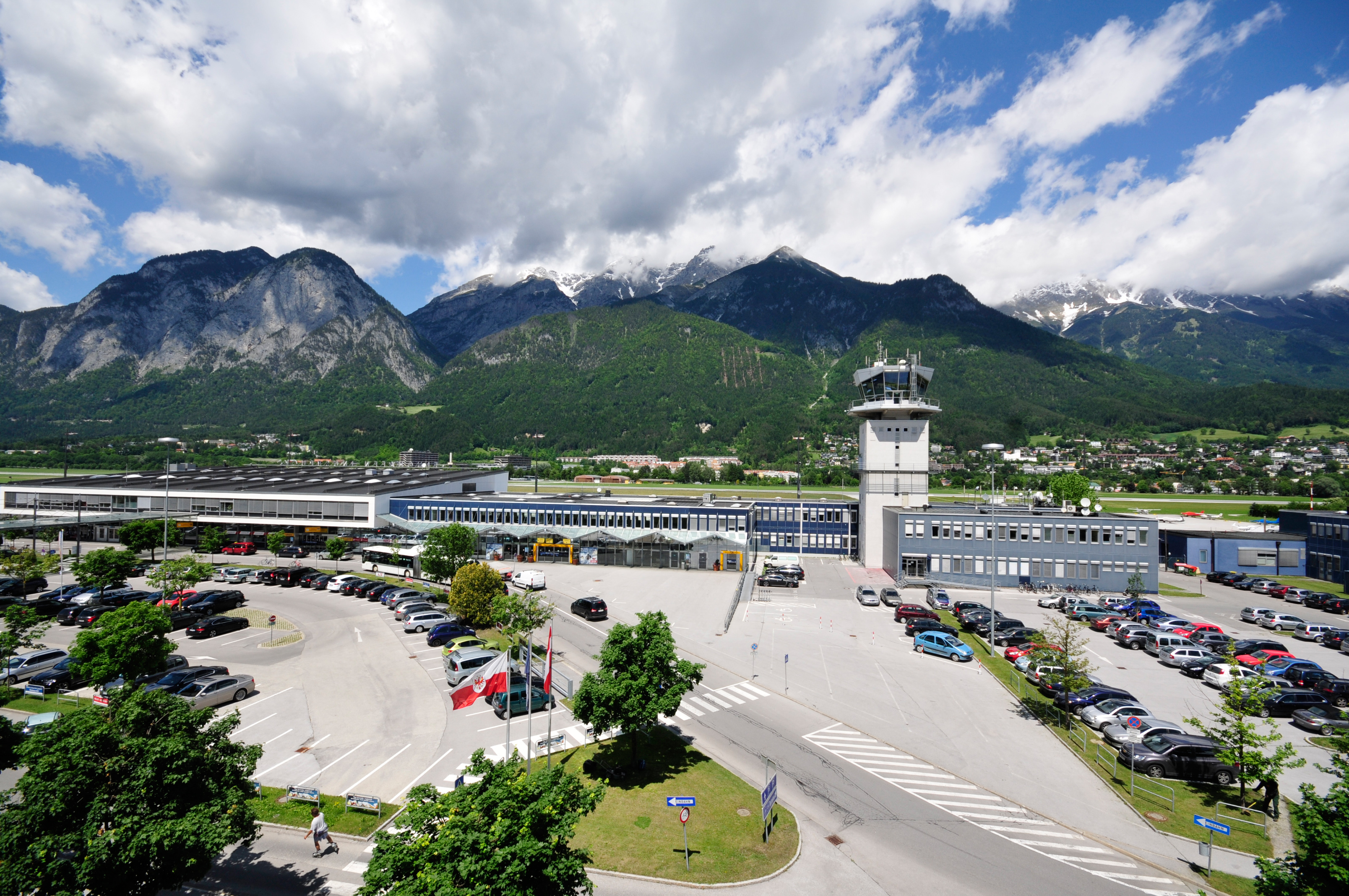

Innsbrucks flygplats (IATA: INN, ICAO: LOWI) är en internationell flygplats i förbundslandet Tyrolen i västra Österrike och ligger ca 5 km ifrån Innsbruck.

## Verksamhet
Flygplatsen är en internationell flygplats och har på grund av skidturism sin högsäsong vintertid. Flygplatsen är huvudbas för flygbolaget Tyrolean Jet Services.

## Marktransport
Flygplatsen ligger i anslutning till vägarna B171 (Tiroler Straße), A12 (Inntal Autobahn) och A13 (Brenner Autobahn). Till Innsbrucks centralstation finns tågförbindelse, en resa som tar ca 20 minuter.

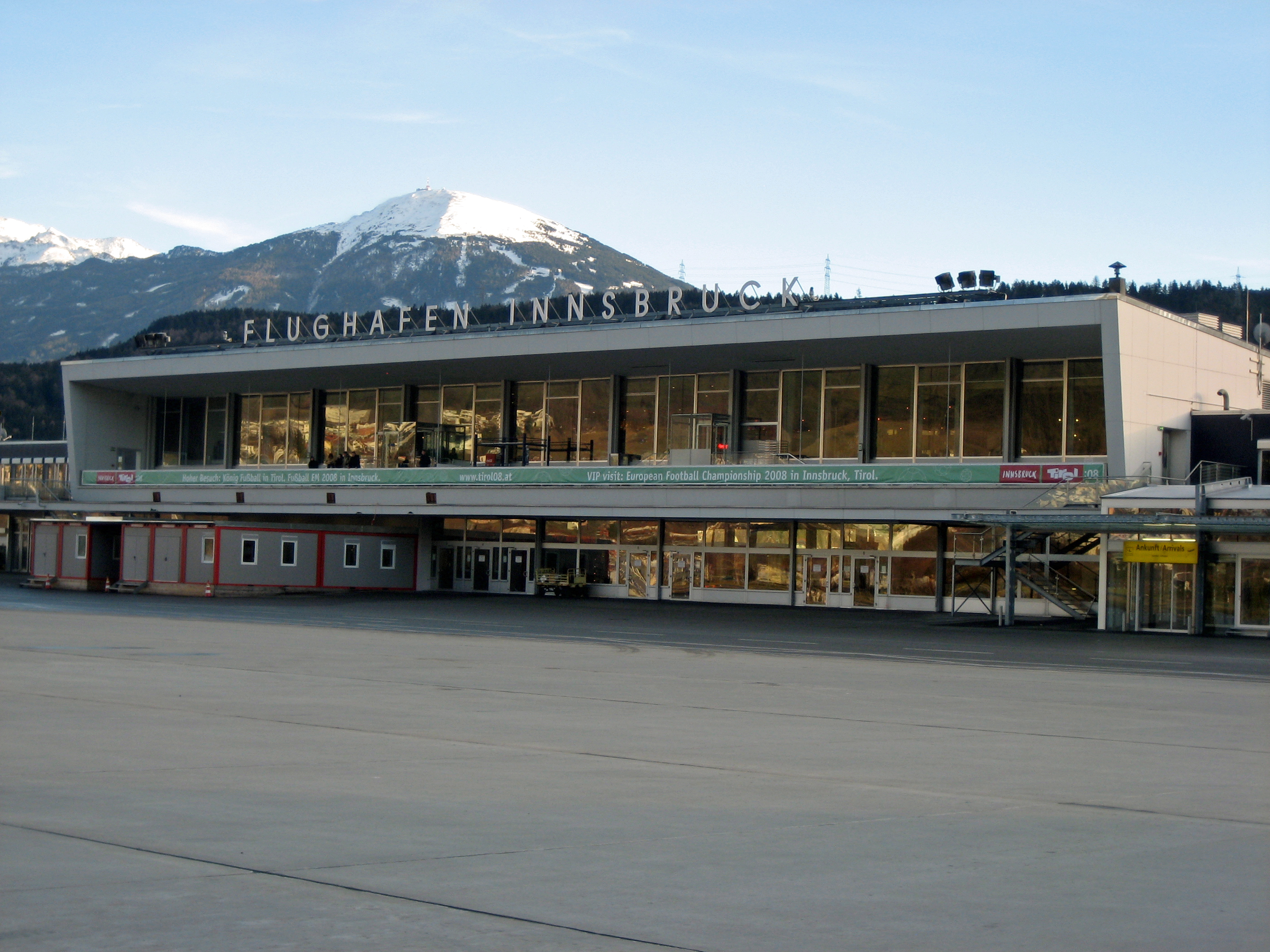
Innsbrucks flygplats terminal byggnad

## Flygbolag och destinationer[2]
- Austrian Airlines (Frankfurt, Kiev-Borispol, Moskva-Domodedovo, St, Petersburg, Wien) [säsong]
- easyJet (Amsterdam, Berlin, Bristol [säsong], Liverpool [säsong], London-Gatwick, London Luton, Manchester)
- Eurowings (Hamburg)
- Finnair (Helsingfors)
- Luxair (Luxemburg)
- S7 Airlines (Moskva-Domodedovo) [säsong]
- SAS (Oslo) [säsong]
- transavia.com (Amsterdam [säsong], Brussel [säsong], Eindoven, Köpenhamn [säsong], Hamburg [säsong], Rotterdam [säsong])
- TUIfly (Antwerpen(TUIfly Belgium), Köln-Bonn)

### Charter
- Atlantic Airways (Köpenhamn)
- BRA (Göteborg)
- Copenhagen Air Taxi (Köpenhamn, Stockholm)
- Danish Air Transport (Billund)
- Eurowings (Göteborg, Köpenhamn)
- Israir (Tel Aviv)
- Norwegian (Köpenhamn, Oslo, Stockholm)
- SAS (Köpenhamn, Oslo, Stockholm)
- Titan Airways (Bristol, Edinburgh, London Gatwick)
- TUIfly (Birmingham, Bristol Cardiff, Dublin (TUIfly Nordic), Edinburgh, London-Gatwick, London-Stansted, Manchester, Newcastle)

## Motorsport
Mellan 1958 och 1977 kördes 18 internationella race på en temporär bana på flygplatsen.